# Pilar Gómez (actriz española)
Pilar Gómez (Huelva, 12 de septiembre de 1974) es una actriz española de cine, teatro y televisión.
Estudió en el Instituto del Teatro se Sevilla (Centro Andaluz de Teatro) y Comunicación Audiovisual en al Facultad de Ciencias de la Información de Sevilla.
Conocida por su monólogo Mejorcita de lo Mío y de Emilia Pardo Bazán en el espectáculo de Teatro del Barrio, Emilia.
Empezó profesionalmente de la mano de Helena Pimenta en producciones del Centro Andaluz de Teatro, la CNTC y de UR teatro.
Ha trabajado a las órdenes de Julián Fuentes Reta en Las Cosas Que Sé Que Son Verdad,  Cuando Deje de Llover y Canción del primer Deseo todas del dramaturgo Andrew Bowell.
También ha protagonizado Mundo Obrero escrita y dirigida por Alberto San Juan y más recientemente Lectura Fácil.
Actualmente se encuentra en el elenco de El Gran Teatro del Mundo dirigido por Lluís Homar en la CNTC.
En cine estrena Érase una vez Euskadi escrita y dirigida por Manu Gómez y A Mil Kilómetros de La Navidad dirigida por Álvaro Fernández Armero. Y este próximo año estrenará La Tierra de Amira, dirigida por Roberto Jiménez.
En Televisión destacan sus participaciones en Poquita Fe, El Accidente, Arde Madrid o Fácil.
Galardonada con los Premios de la Unión de Actores en cuatro ocasiones como actriz de reparto de teatro por Cuando Deje de Llover, actriz secundaria de teatro por Las Cosas Que Sé Que Son Verdad y actriz de reparto de cine por Tarde para la Ira y actriz secundaria de televisión por Poquita Fe. 
También ha recibido el Premio Max 2018 a la mejor interpretación por Emilia y ha sido nominada en la 34 Edición de los Premios Goya como actriz revelación por la película Adiós.
Como guionista ha escrito sus propios proyectos. El documental Mirarse El Ombligo, codirigido con Ana Álvarez Osorio y producido por El Mandaíto, y los cortometrajes La Loca y El Feminista, dirigido por Sandra Gallego y con producción de Malvalanda y nominado en la 38 Edición de los Premios Goya y Colorado, que dirige junto a Sandra Gallego y que produce Zampanó.

## Biografía
Ha sido galardonada con dos premios de la Unión de Actores, como mejor actriz de reparto de cine por Tarde para la ira y como mejor actriz de reparto de teatro por Cuando deje de llover. Asimismo, también ha sido profesora de jóvenes intérpretes. En el teatro ha encarnado a Emilia Pardo Bazán en la trilogía Mujeres que se atreven y el monólogo Mejorcita de lo mío. Recibe el Premio Max 2018 a la mejor actriz protagonista.
En 2020 fue nominada a Mejor Actriz revelación en los Premios Goya 2020, por su papel en la película Adiós dirigina por Paco Cabezas.